# Ulviyya Fataliyeva
Ulviyya Fataliyeva (Ülviyyə Fətəliyeva en azéri) est une joueuse d'échecs azerbaïdjanaise née le 3 août 1996 à Gandja. Championne d'Europe individuelle féminine en 2024, elle a le titre mixte de maître international depuis 2022.
Au 1er février 2021, elle est la cinquième joueuse azerbaïdjanaise avec un classement Elo de 2 301 points.

## Biographie et carrière

### Championne d'Europe
Grand maître international féminin depuis 2017, elle a remporté le championnat d'Europe des moins de 14 ans en 2010, des moins de 18 ans en 2014. Elle finit septième du championnat d'Europe d'échecs individuel féminin en 2019, troisième (médaille de bronze) en 2022 avec 8 points sur 11. Elle est championne d'Europe en 2024 avec 8 points sur 10.

### Compétitions par équipe
Elle a représenté l'Azerbaïdjan lors de l'olympiade d'échecs de 2018 féminine à Batoumi avec 5 points sur 7 marqués à l'échiquier de réserve (cinquième échiquier) et au quatrième échiquier de l'équipe 2 d'Azerbaïdjan à l'Olympiade d'échecs de 2016 à Bakou avec 8 points sur 10 marqués. En 2022, elle joue au cinquième échiquier et l'équipe d'Azerbaïdjan finit septième de la compétition.